# 헝가리 U-21 축구 국가대표팀
헝가리 U-21 축구 국가대표팀(헝가리어: Magyar U21-es labdarúgó-válogatott)은 헝가리를 대표하는 21세 이하의 축구 국가대표팀으로, 헝가리의 축구 관리 기관인 헝가리 축구 협회의 관리를 받는다. UEFA U-21 축구 선수권 대회에 5번 참가해 1986년에 준결승에 진출했다.